# Sars (fiume)
Il Sars (in russo Сарс?) è un fiume della Russia europea orientale (Territorio di Perm' e Repubblica Autonoma della Baschiria), affluente di sinistra del Tjuj (bacino idrografico della Kama).
Il fiume ha origine a nord-est del villaggio di Sars e scorre in direzione meridionale attraverso l'altopiano della Ufa. Sfocia nel Tjuj a 0,9 km dalla foce, presso il villaggio di Novomullakaevo. La lunghezza del fiume è di 135 km; l'area del suo bacino è di 1 370 km².